# 4327 Ries
4327 Ries (1982 KB1) là một tiểu hành tinh vành đai chính được phát hiện ngày 24 tháng 5 năm 1982 bởi Carolyn S. Shoemaker ở Palomar.